# Grilljanne

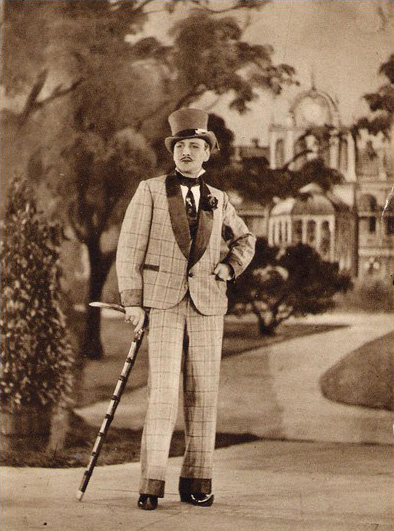
Gösta Ekman d.ä. gör en Sigge Wulff-imitation. Grilljannekostymeringen följer väl beskrivningen i Emil Norlanders memoarer av hur Wulffs scenkostym såg ut. (troligen 1930)

Grilljanne var under 1890-talet en skämtbenämning på tillgjorda unga sprättar och klädsnobbar i Stockholm – som en dandy med vissa inslag av fin de siècle. 

## Historia
Uttrycket myntades av Aftonbladets redaktionssekreterare Gunnar Hægerstolpe. Det vann stor spridning när tidningsmannen och kåsören "Jörgen" (pseudonym för Georg Lundström) använde det i sin egen tidning Figaro. Uttrycket kommer av att dessa dekadenta unga män ofta vistades på Jones Grill, som först låg vid Jakobs torg men sedan flyttade till Norrmalmstorg. Kostymeringen inspirerades delvis av en av Sigge Wulffs scenkostymer, som efter att "Jörgen" lanserat uttrycket kom att betraktas som en grilljanne. Wulffs kuplett "Kalle P" anses skildra grilljanne-sprätten.

## Beskrivning
Jörgen beskrev grilljannen på följande sätt i tidningen Figaro: "Grilljanne är en specefik [sic!] stockholmare: en ung herre som går till Jones på auktoritet, äter och dricker hvad som helst, bär pince-nez och dunderkäpp, grinar illa, gör ingenting (utom skulder), svältföder en tam dogg, lånar pengar av procentare, helst mot falska reverser, låter kappvaktmästare stoppa galoscher i fickorna på sig, skryter af sina 'eröfringar' och krämpor, klär sig gammalmodigt, brokot och kortstubbadt enligt Wienvarieté och som stalldräng, utan att ens ha en häst. Och slutar ofta på Långholmen i god tid. Med få ord: Grilljanne är en omodern, kortstubbad halfherre, som vet intet, tål allt, tror på rang och pengar, börjar hos Jones och slutar på Långholmen. Men en fin och förnäm och smakfull karl är ingen grilljanne."
Beträffande "Janne" skrev Theodor Hjelmqvist i boken Förnamn och efternamn (1903) att eftersom Janne varit och gällt såsom ett vanligt underklassnamn har det i Stockholmsslangen kommit att brukas i betydelsen "pojkslyngel". Han förklarade även att Janne ingår, särskilt i Stockholm, ofta såsom senare led i sammansättningar, till exempel Bond-Janne och Brill-Janne med betydelsen bondbeväring respektive person med glasögon.

## Motsvarigheter
En sorts föregångare till grilljannen var sprätthöken och snobben. Senare tiders motsvarigheter till grilljannen har varit jazzgossar och swingpjattar. På 1990-talet och runt millennieskiftet motsvarades grilljanne av brats eller stekare, som hade Stureplan i Stockholm som huvudsaklig träffpunkt.

## Senare användning
Gärningsmannen i det så kallade Kakelugnsmordet (1962), bankmannen Wilhelm Rodius som mördade en kund och eldade upp honom i sin lägenhets kakelugnar, fick smeknamnet "Grilljanne" när han var intagen på Österåkersanstalten.